# Epilykos-Klasse

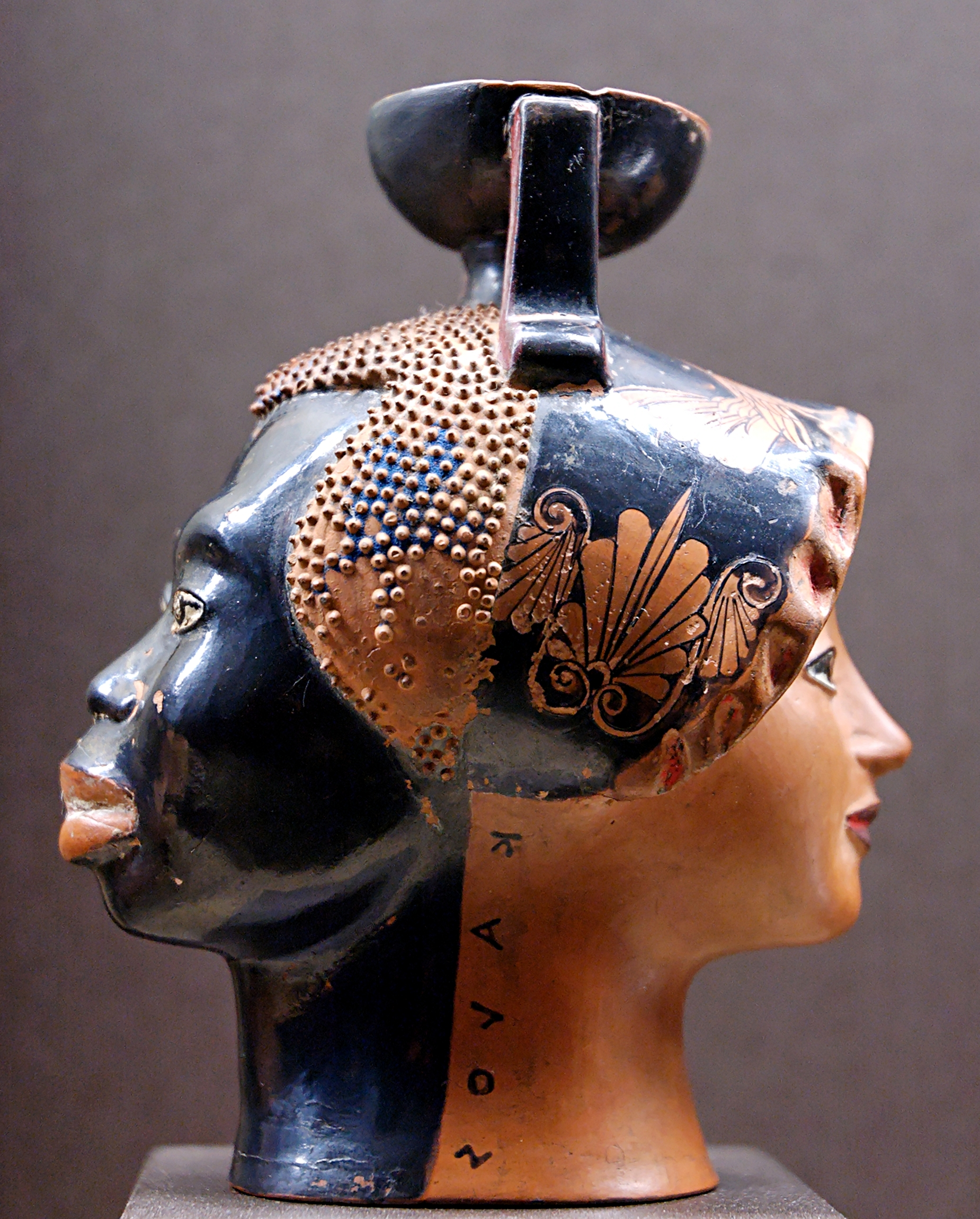
Kopfgefäß Paris, Louvre CA 987

Als Epilykos-Klasse wird die Klasse B der attisch-rotfigurigen Kopfgefäße bezeichnet, die um 520–510 v. Chr. entstand. Ihren Namen erhielt sie aufgrund der Lieblingsinschrift „ΕΠΙΛΥΚΟΣ ΚΑΛΟΣ“ (Epilykos kalos), die sich auf einer dieser Vasen findet.

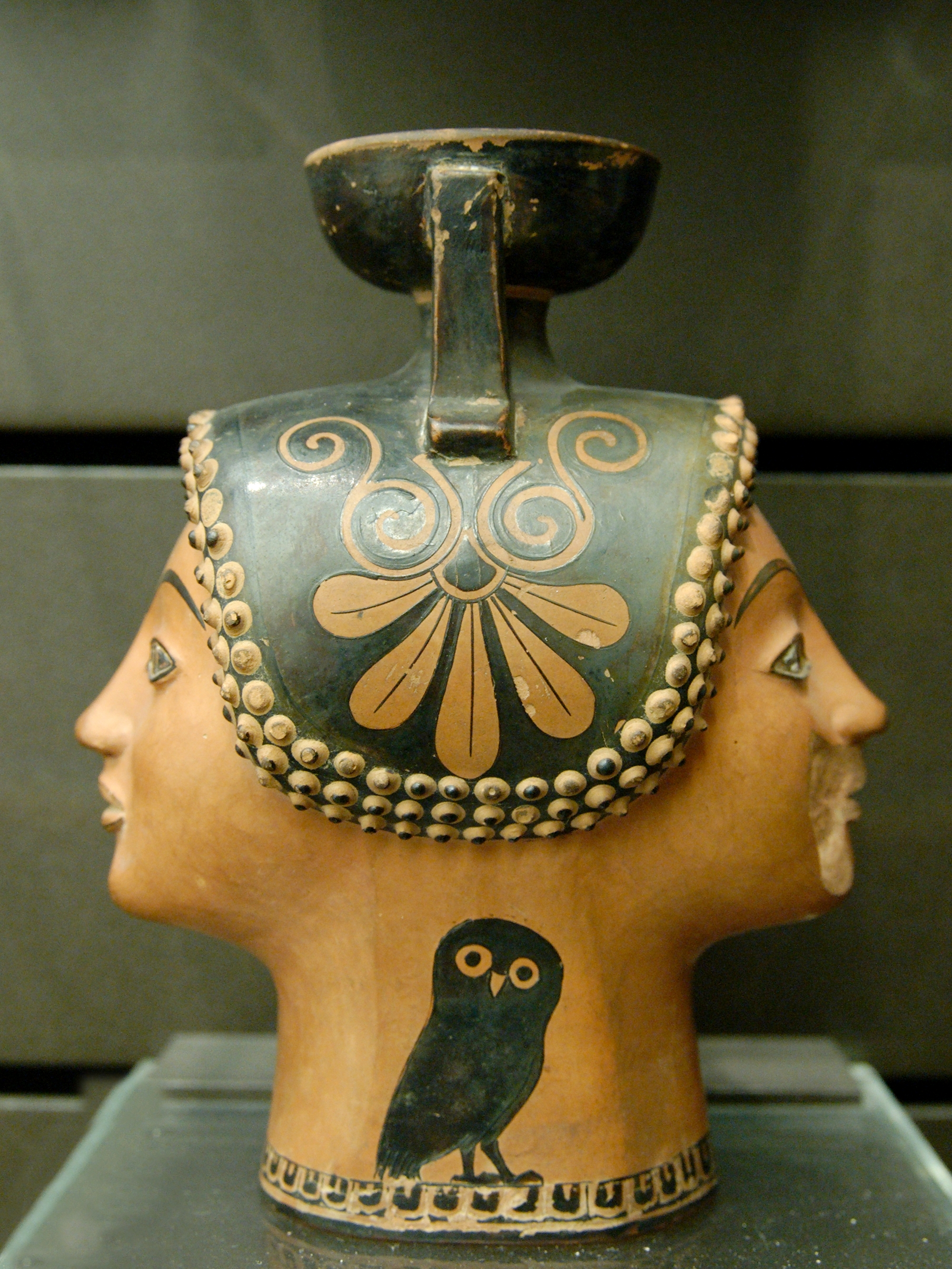
Kopfgefäß Paris, Louvre CA 986

Bisher bekannte Stücke:
1. Paris, Louvre CA 986: Doppelköpfig, Frauenköpfe, auf der Oberseite der Mündung die Inschrift Epilykos kalos, dem Skythes zugeschrieben
2. Paris, Louvre CA 987: Doppelköpfig, Frauenkopf und Kopf eines Afrikaners
3. Boston, Museum of Fine Arts 98.888: Doppelköpfig, Köpfe von Afrikanern
4. London, British Museum 1836.2-24.359: Kopf eines Afrikaners
5. Athen, Nationalmuseum 2050: Kopf eines Afrikaners
6. Los Angeles, J. Paul Getty Museum 83.AE.229: Kopf eines Afrikaners